# Sericornis keri
Sericornis keri е вид птица от семейство Acanthizidae.

## Разпространение
Видът е разпространен в Австралия.